# Vaccinium brachybotrys
Vaccinium brachybotrys là một loài thực vật có hoa trong họ Thạch nam. Loài này được (Franch.) Hand.-Mazz. miêu tả khoa học đầu tiên năm 1925.